# Комиссия кнессета по иностранным делам и безопасности
Комиссия кнессета по иностранным делам и безопасности (ивр. ועדת החוץ והביטחון‎) — постоянная комиссия кнессета, занимающаяся вопросами внешней политики, вооруженных сил и служб безопасности в Израиле.

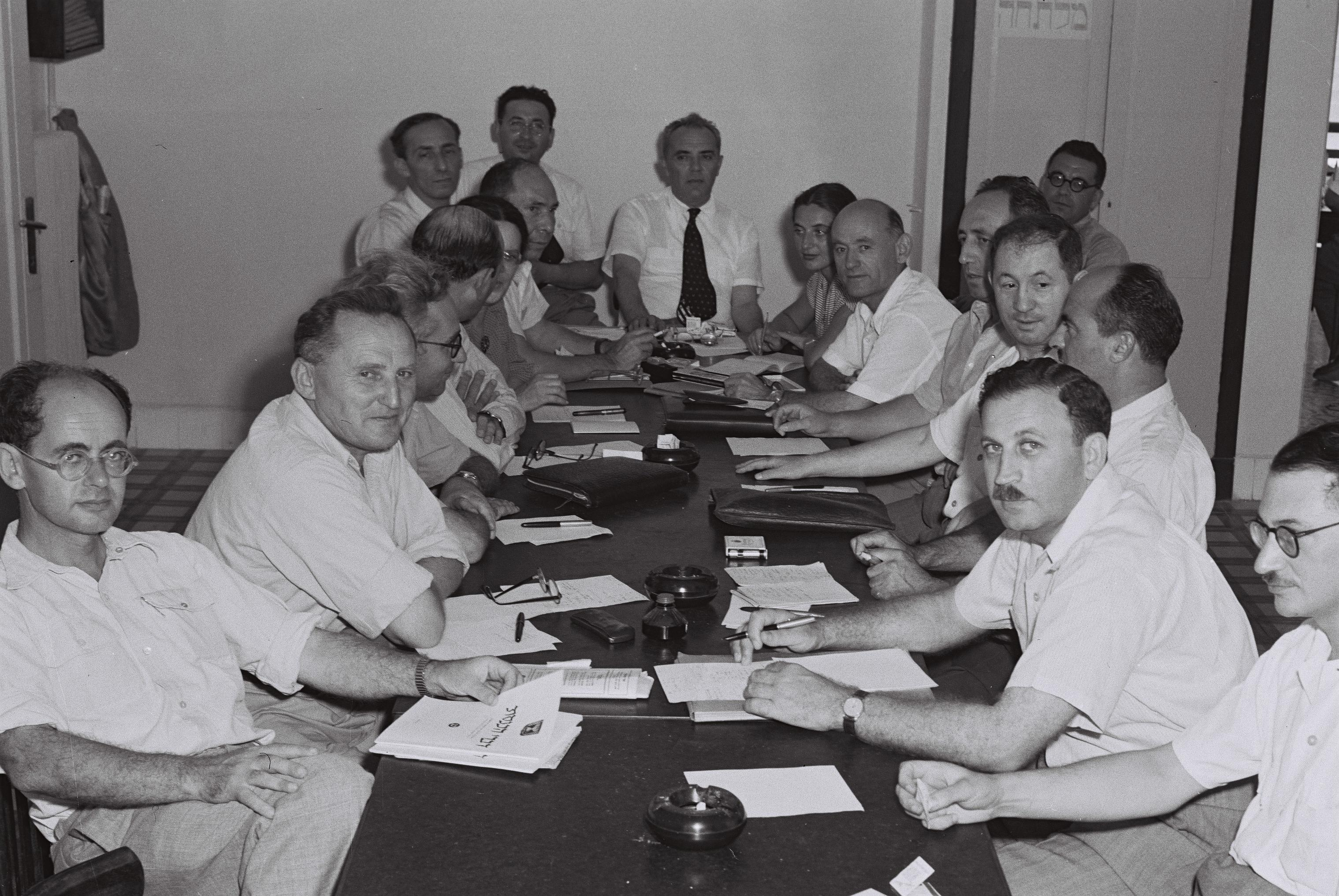
Комиссия кнессета по иностранным делам и безопасности, 1949

## Информация о комиссии
Комиссия была создана в 1949 году, во время каденции кнессета 1-го созыва, первым её председателем стал Меир Аргов. В настоящее время её возглавляет депутат Рам Бен-Барак от фракции «Еш Атид».
Члены комиссии (на 26 сентября 2021 года): Эйтан Гинзбург, Эмили Хая Муати, Нир Орбах, Михаль Розин, Моше Тур-Паз, Цви Хаузер, Йосеф Шайн, Нира Шпак.

## Подкомиссии
- Подкомиссия по вопросам разведки и секретных служб
- Подкомиссия по готовности и безопасности
- Подкомиссия по изучению готовности тыла

## Совместные комиссии
- Совместная комиссия, состоящая из Комиссии по иностранным делам и обороне и Законодательной комиссии, по вопросу надобности провозглашения чрезвычайного положения
- Совместная комиссия по бюджету на вооруженные силы

## Председатели комиссии
- Меир Аргов (кнессет 1-го созыва, кнессет 2-го созыва, кнессет 3-го созыва, кнессет 4-го созыва, кнессет 5-го созыва)
- Залман Аран (кнессет 1-го созыва)
- Давид Ха-Коэн (кнессет 5-го созыва, кнессет 6-го созыва)
- Хаим Йосеф Цадок (кнессет 7-го созыва, кнессет 8-го созыва)
- Навон Ицхак (кнессет 8-го созыва)
- Моше Аренс (кнессет 9-го созыва, кнессет 10-го созыва)
- Элияху Бен-Элисар (кнессет 10-го созыва, кнессет 12-го созыва)
- Абба Эвен (кнессет 11-го созыва)
- Ори Ор (кнессет 13-го созыва)
- Хагай Мером (кнессет 13-го созыва)
- Узи Ландау (кнессет 14-го созыва)
- Давид Маген (кнессет 15-го созыва)
- Дан Меридор (кнессет 15-го созыва)
- Хаим Рамон (кнессет 15-го созыва)
- Юваль Штайниц (кнессет 16-го созыва, кнессет 17-го созыва)
- Цахи Ханегби (кнессет 17-го созыва, кнессет 18-го созыва, кнессет 20-го созыва)
- Шауль Мофаз (кнессет 18-го созыва)
- Рони Бар-Он (кнессет 18-го созыва)
- Йоэль Эдельштейн (кнессет 19-го созыва)
- Зеэв Элькин (кнессет 19-го созыва)
- Ярив Левин (кнессет 19-го созыва, кнессет 20-го созыва)
- Авигдор Либерман (кнессет 19-го созыва)
- Ави Дихтер (кнессет 20-го созыва, кнессет 21-го созыва)
- Габи Ашкенази (кнессет 22-го созыва, кнессет 23-го созыва)
- Цви Хаузер (кнессет 23-го созыва)
- Орна Барбивай (кнессет 24-го созыва)
- Рам Бен-Барак (кнессет 24-го созыва)